# محمد طلعت
محمد طلعت عبد الرحمن عبده هو لاعب كرة قدم مصري، يلعب في صفوف نادي زد المصري في مركز الهجوم، كما مثل اللاعب منتخب مصر للشباب في كأس العالم للشباب 2009، حيث تمكن من احراز أحد اهداف مصر الاربعة في مرمي (ترينداد وتوباجو) في المباراة الافتتاحية للبطولة.

## روابط خارجية
- محمد طلعت على موقع أرشيف الشارخ.
- محمد طلعت على موقع الاتحاد الدولي (مؤرشف)  (الإنجليزية)
- محمد طلعت على موقع قاعدة بيانات كرة القدم.إي يو (الإنجليزية)